# TET-1
TET-1 (нем. TechnologieErprobungsTräger — платформа тестирования технологии) — микроспутник, принадлежащий Германскому центру авиации и космонавтики. Является одним из основных элементов программы OOV (On Orbit Verification), нацеленной на проверку возможностей по изучению, отработке новых образцов техники и технологий немецкой космической индустрии с использованием малобюджетных космических аппаратов.
Спутниковая миссия TET-1 является национальной программой Германии. Основным подрядчиком по разработке и строительству спутника выступила компания Kayser-Threde GmbH, субподрядчик — компания Astro- und Feinwerktechnik Adlershof GmbH. Финансирование проекта осуществлялось департаментом менеджмента космических технологий Германского центра авиации и космонавтики по поручению Федерального министерства экономики и технологий.
КА «TET-1» базируется на платформе спутника BIRD (Bi-spectral Infra-Red Detection), запущенного в 2001 году. В общей сложности TET-1 несёт одиннадцать различных видов полезной нагрузки (технологических экспериментов). Помимо фотоэлектрических преобразователей нового типа, системы аккумуляторов, оборудования связи, систем сохранения данных, устройства для приёма сигналов GPS и малогабаритной системы силовой установки на борту также смонтирована камера, работающая в инфракрасном диапазоне светового спектра.
TET-1 был выведен на орбиту 22 июля 2012 года ракета-носителем Союз-ФГ с космодрома Байконур совместно с аппаратами Канопус-В, БелКА-2, Зонд-ПП и ExactView-1 (ADS-1b).